# Une femme disponible
Pour plus de détails, voir Fiche technique et Distribution.
Une femme disponible (La ragazza in prestito) est une comédie de mœurs italo-française sortie en 1964 et réalisée par Alfredo Giannetti.

## Fiche technique
Sauf indication contraire, les informations mentionnées dans cette section peuvent être confirmées par la base de données cinématographiques IMDb,  présente dans la section « Liens externes ».
- Titre original italien : La ragazza in prestito
- Titre français : Une femme disponible
- Réalisateur : Alfredo Giannetti
- Scénario : Alfredo Giannetti
- Producteurs : Pietro Notarianni, Tony Anthony
- Photographie : Enzo Serafin
- Montage : Ruggero Mastroianni
- Musique : Armando Trovajoli
- Costumes : Maria Baroni, Bruna Parmesan
- Société de production : Archimede, France Cinéma Productions, CEI Incom
- Sociétés de distribution : Les Films Fernand Rivers, Schermi Associati
- Pays de production :  Italie,  France
- Langue de tournage : italien[1]
- Format : Noir et blanc - 1,37:1 - son mono - 35 mm
- Genre : Comédie de mœurs
- Durée : 98 minutes (1h38)[1]
- Date de sortie :	
  - Italie : 16 octobre 1964
  - Allemagne de l'Ouest : 27 avril 1966
  - France : 6 juillet 1966

## Distribution
- Rossano Brazzi : Mario Menacci
- Annie Girardot : Clara
- Tony Anthony : Franco
- Marisa Merlini : Regina
- Giudita Rissone : la mère de Mario
- Silla Bettini
- Nino Dal Fabbro
- Giorgio Tedesci
- Cesarina Gheraldi
- Renzo Palmer
- Anna Maria Bottini
- Marisa Traversi
- Franco Nero